# Філіппос Іоанну

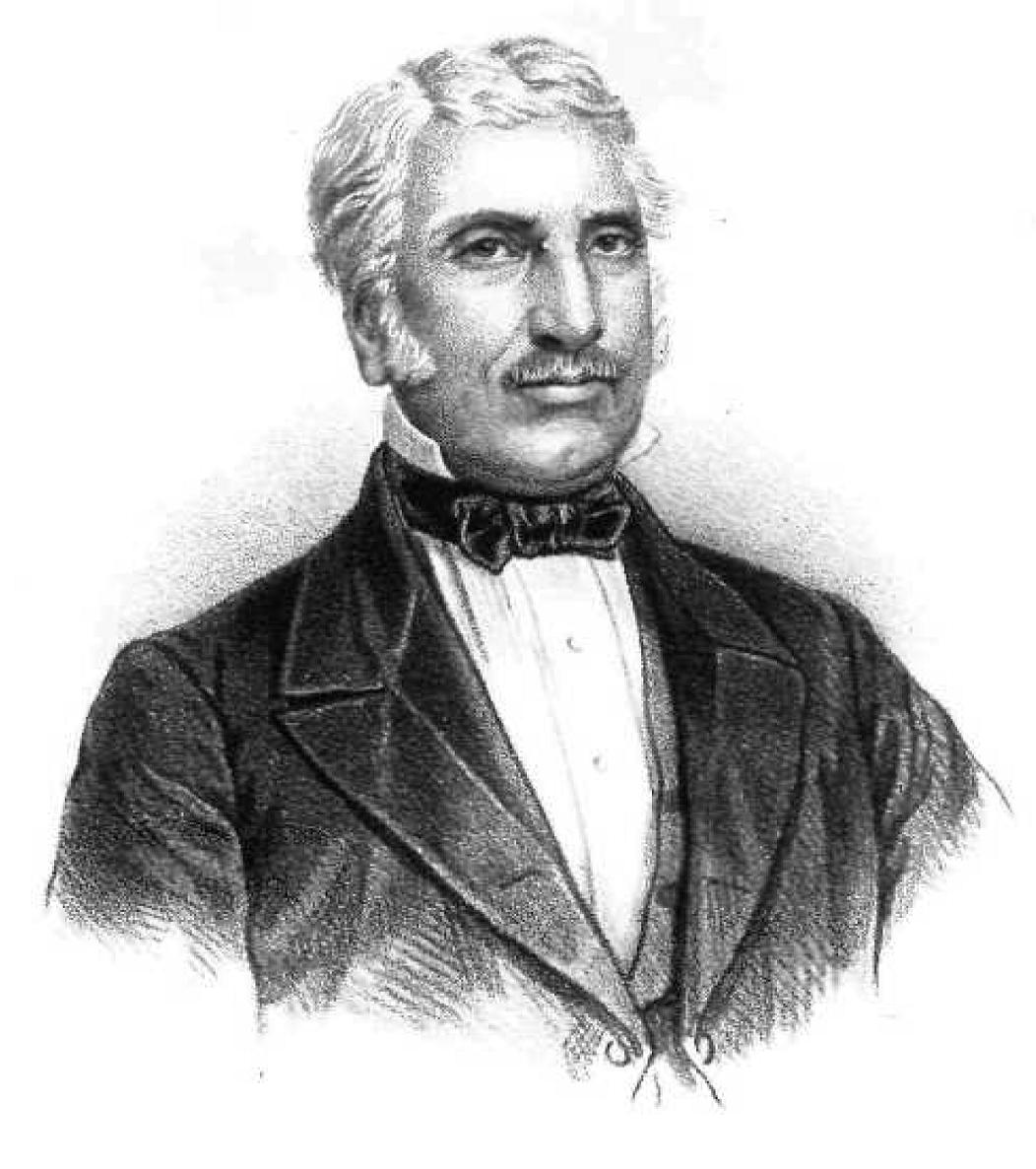
Філіппос Іоанну, портрет 1863 року

Філіппос Іоанну (грец. Φίλιππος Ιωάννου), повне ім'я Філіппос Іоанну Пантос (1800, Пеліон, Епір — 1880, Афіни) — новогрецький філософ, письменник, педагог. Член таємного товариства Філікі Етерія.

## Біографічні відомості
Філіппос Іоанну народився в Пеліоні, в області Загора, Епір. Початкову освіту здобув також в Загорі, від 1807 року навчався у Школі Богоявлення на Скіатосі. Згодом відправився до Константинополя, де став членом таємного товариства Філікі Етерія. У Загору повернувся із початком національно-визвольної війни, у якій взяв активну участь. Після поразки в битві при Драмалі спочатку втік на Скіатос, а потім у Скопелос і Сірос.
У Сіросі почав викладати грецьку мову у грецькій школі (разом із Георгіосом Клеовулосом) на запрошення її засновника Григоріоса Костантаса. 1829 року працював особистим секретарем Андреаса Міауліса. Згодом поїхав до Мюнхена, де також викладав грецьку мову. Тут серед його учнів був майбутній король Греції Оттон Баварський. У той самий час він вивчав науки, особливу увагу приділяв філософії та класичній літературі. 1836 року він отримав докторський ступінь з філософії за роботу «Untersuchungen von den Steinund Staubliedes — Schlagen und den damit verwandten Meteoren», пристав на пропозицію навчати Амалію Ольденбурзьку, наречену Оттона.
1837 року він повернувся до Греції і працював консультантом при Міністерстві освіти, а потім від 1839 року впродовж наступних сорока років — професором філософії Афінського університету. Він також служив парламентарієм і сенатором університету, деканом (1848—1849 і 1857—1858), зокрема деканом факультету філософії, сенатором і куратором Національної бібліотеки (тимчасово знімався з цієї посади після вигнання Оттона, однак пізніше відновлений). Багато сприяв реорганізації бібліотеки, брав участь у законотворчому процесі, особливо з оновлення грецької початкової та середньої освіти.

## Вибрані праці
- Φιλολογικά πάρεργα, 1865.
- Φιλοσοφική δικαιολογία ή Φυσικόν Δίκαιον, 1863.
- Επιγράμματα, 1874.